# Eresia celemina
Eresia celemina är en fjärilsart som beskrevs av Johannes Karl Max Röber 1914. Eresia celemina ingår i släktet Eresia och familjen praktfjärilar. Inga underarter finns listade i Catalogue of Life.